# ضريح سليمان شاه
قبر سليمان شاه أو ضريح سليمان شاه (بالتركية المعاصرة: Süleyman Şah Türbesi؛ بالتركية العثمانية: سُليمان شاه تُربه سى) هو جيب ذو سيادة تركية يقع في سوريا في محافظة حلب في قرية أشمة. وهو محاط كلياً بالأراضي السورية.
وهو مكان دفن سليمان شاه جد عثمان الأول،(1) مؤسس الدولة العثمانية ووالد أرطغرل غازي، ويوجد لسليمان شاه قبرين عسكريين. وكان الضريح قد وضع تحت السيطرة التركية بموجب معاهدة أنقرة التي وقعت عام 1921 بين تركيا وفرنسا دولة الانتداب على سوريا. ويعتقد أن الذي في قبر سليمان شاه ليس سليمان شاه جد عثمان غازي، بل توجد أراء مختلفة تقول بأنه والد قلج أرسلان الأول سليمان بن قتلمش.
سنة 1973، وعندما أصدرت الحكومة السورية قرارًا بغمر كامل المنطقة المحيطة بقلعة جعبر بالمياه تمهيدًا لإنشاء بحيرة الأسد، تم توقيع اتفاق بين سوريا وتركيا لنقل القبر مسافة 85 كيلومتر شمالًا على طول نهر الفرات، ليبق بذلك ضمن نطاق الأراضي السورية على بعد 27 كيلومتر من الحدود التركية.
في أوائل سنة 2015، وبينما كانت نيران الحرب في سوريا مستعرة، قامت تركيا من تلقاء نفسها بنقل الضريح إلى موضع آخر ضمن الأراضي السورية على بعد 180 مترًا من الحدود التركية، و22 كيلومترًا غرب قرية عين العرب، شمال قرية أشمة، وأخلته من حوالي 40 جنديًا تركيًا كانوا يحرسونه. وقد أشارت الحكومة التركية إلى أن نقل الضريح مؤقت فقط، للحيلولة دون خرابه، وأن هذه الخطوة لن تؤثر شيئًا على وضعه والاتفاقيات المبرمة مع سوريا بشأنه.

## تاريخه
|                                                                                               |  |  |
| خطاب شكر من الخليفة عبد المجيد الثاني إلى البرلمان التركي بسبب خصوصية قبر سليمان شاه سنة 1921 |  |  |

بعد انتصار ألب أرسلان سلطان الدولة السلجوقية في معركة ملاذكرد اتجهت قبائل أتراك الأوغوز نحو الغرب بهدف إيجاد وطن جديد، وكان من بين القبائل المهاجرة قبيلة قايى بقيادة سليمان شاه. وقد استقر سليمان شاه الذي خرج في رحلة البحث عن وطن على ضفة نهر الفرات في قلعة جعبر بالقرب من حلب. وقد خرج مرة أخرى في رحلة للبحث عن وطن. إلا أن غرق مع حراسه في نهر الفرات أثناء محاولته للعبور إلى الضفة الأخرى للنهر في عام 1227. وقد دفن نعش سليمان شاه برفقة جنديين من جنوده في ضَرِيح مَسْقُوف. وفي عهد الدولة العثمانية عندما توسعت حدود الإمبراطورية ودخل الضريح في حدودها أنشؤا عليه قبرا وأسموه القبر التركي. وقد بقيت القلعة والقبر داخل حدود الانتداب الفرنسي على سوريا بعد سقوط الدولة العثمانية.
ووفقا للمادة الثالثة من معاهدة لوزان 1923 والمادة التاسعة من معاهدة أنقرة 1921 الموقعة بين الحكومة الفرنسية والتركية فقد تم الاعتراف بأن قلعة جعبر مع كل ملحقات القبر من الأراضي التركية ولتركيا الحق في الحفاظ عليها ورفع علمها عليها.
وقد أرسل أخر الخلفاء العثمانيين السلطان عبد المجيد الثاني خطاب شكر إلى البرلمان التركي باسمه واسم السلالة العثمانية لاهتمام حكومة الجمعية الوطنية الكبرى بقبر جده سليمان شاه أثناء المفاوضات التي كانت تجري بين الحكومة وحكومة فرنسا في 1921.

## قلعة جعبر والنقل

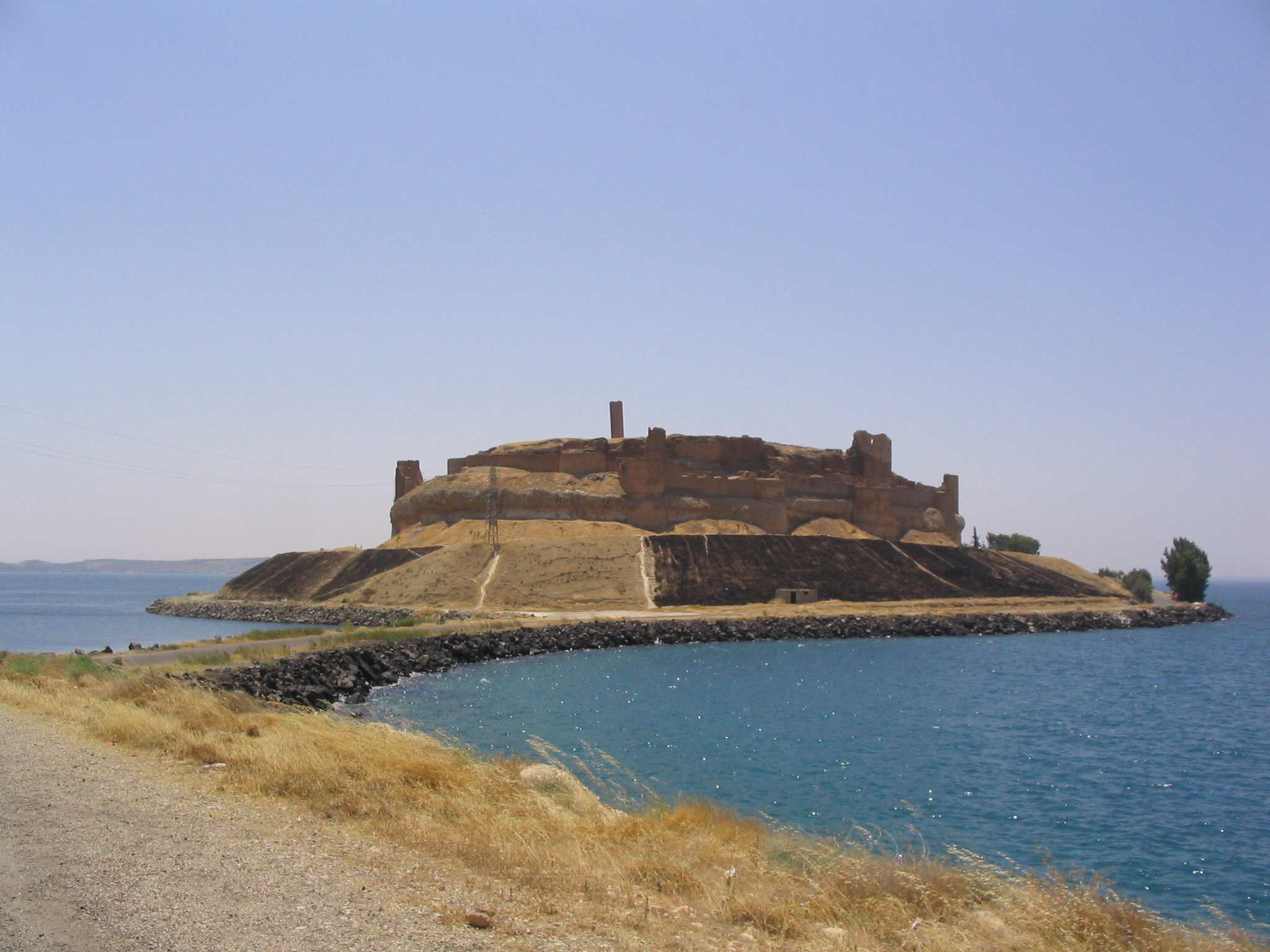
الضريح في قلعة جعبر

أرسلت الحكومة السورية مذكرة إلى الحكومة التركية تطلب منها تغيير مكان القبر أو نقله إلى تركيا حيث قالت أن قبر سليمان شاه وقلعة جعبر سيغمران بالماء تماما بسبب البدء في بناء سد الفرات (سد الطبقة) في عام 1968 وأن السد سيبدأ بجمع المياه بانتهائه في عام 1973. وقد ردت تركيا بمذكرة حاسمة، وحجبت مجرى الماء من نهر الفرات إلى سوريا بإغلاق غطاء سد كيبان. وبعد فترة من تلك المناوشات السياسية أرسلت تركيا خبراء معماريين وموظفي مديرية أشغال المياه إلى المنطقة، وطُلب منهم التأكد إلى أي مكان يمكن نقل القبر. وبعد فترة من المناوشات المستمرة بين الحكومتين والتي استمرت طويلا تم توقيع اتفاقية. ووفقا لتلك الإتفاقية فإنه:-
- سيتم نقل الضريح مع كل ملاحقاته إلى مكان قريب من قرية قرة قوزاق على بعد 25 كم من تركيا مساحتها 8,797 متر² داخل محافظة حلب عن طريق حلب - الحسكة.
- سيتم نقش ضريح تذكاري من المرمر على حدود السد في أقرب موقع لمكان الضريح.
- سيتم وضع طافية على البحيرة لتحديد موضع الضريح اليوم.

وفي عام 1973، تم نقل الضريح والمخفر إلى قرية قرة قوزاق التي في شرق نهر الفرات وتبعد عن حلب 123 وعن شانلي أورفة 92 كم.
وفي عام 1995 أُعيدت المناقشات من جديد وهذه المرة بسبب قيام الحكومة السورية بالبدء في إنشاء سد تشرين على الإحداثيات العليا لنهر الفرات الأمر الذي تطلب نقل ضريح سليمان شاه إلى منطقة أخرى غير قرية قرة قوزاق أو إلى تركيا. وفي نهاية المباحثات بين تركيا وسوريا قُرر الذهاب إلى التحكيم لحماية الضريح من التأثيرات السلبية لخزان السد. وفي عام 2001 وبالانتهاء من السد طلبت سوريا هذه المرة من تركيا نقل القبر إلى المكان الذي تراه مناسبا لأنه ينبغي أن يُنقل من مكانه آنذاك. إلا أن الحكومة 57 لتركيا قامت بمبادرات لحماية موقع الضريح.
وفي 23 يناير 2003 تم توقيع البرتوكول الرئيسي حول تطبيق مشروع ضريح سليمان شاه. وفي هذا الإطار حُكم للقبر بأراضي تقدر بعشرة دونمات، وتم ترميم داخل وخارج الضريح، كما تم إنشاء المخفر من جديد، وأعيد فتح الضريح للزيارة مرة أخرى.
وفي ليلة 21–22 فبراير 2015 نُقلت رفات سليمان شاه مرة أخرى بسبب المشاكل الأمنية والضرورات العسكرية من ضريحه إلى قرية أشمة في محافظة حلب، في عملية نفذها الجيش التركي داخل الأراضي السورية، عرفت باسم عملية فرات شاه. وبدأ دخول 39 دبابة و57 عربة مدرعة و100 عربة و572 جندياً، في التاسعة من مساء يوم السبت الموافق 21 فبراير 2015، ووصلت تلك القوات إلى ضريح سليمان شاه في حدود الساعة 00:30 الموافق 22 فبراير 2015. وفي الساعة 09:02 دخلت قوة تركية أخرى مصحوبة بالدبابات إلى محيط قرية اشمة في سوريا وسيطرت على قطعة بالمنطقة ورفعت العلم التركي عليها ودمرت جميع المباني في مكان الضريح بعد نقل جميع الأمانات ذات القيمة المعنوية العالية لقطع أي محاولة لسوء استغلال المكان. ونقل أيضًا جثماني جنديين كانا دفنا هناك. وكان داعش قد حاصر الضريح عدة مرات وهدد بتفجيره، وجرت اشتباكات كثيرة لكنها محدودة مع حراسه الأتراك.

## مميزات وخصائص الضريح
بعد بناء سوريا لسد الفرات والذي هددت مياهه وجود الضريح اتفقت تركيا مع سوريا على نقل الضريح إلى قرية قرة قوزاق. وقد طلبت وزارة الخارجية التركية من وزارة الإسكان والتعمير توظيف مدير مشروع المسح الإحصائي والإعمار البروفيسور أونال دمير أرسلان للعمل على ضريح سليمان شاه. وقد أتم الضريح والمخفر والمبني السكني مهندسين وعشرين عاملا في أربعة أشهر، وتكفلت تركيا بكل المصاريف. وقد حمل الضريح نمط الهندسة المعمارية التركية التقليدية ومميزات العمارة الحديثة. وقد اشترطت الحكومة السورية أثناء العمل في المشروع ألا يكون الضريح الذي سيبني حديثا أكبر من الضريح الذي في قلعة جعبر. بالإضافة إلى أنه بسبب الحرائق المزعجة التي كانت تأتي من الخارج في تلك الفترة تناوب الجنود على الأتراك على حماية المكان منطوين للداخل أثناء البناء.
وفي عام 2008 وبسبب تهديد ماء سد تشرين للضريح بارتفاع منسوبه قامت وزارة الموارد المائية التركية بعمل 880 وتد بطول 11,5 متر تحت جدران الضريح، كما أحيط الضريح بجدران من الخرسانة وغرس سارتين للعلم. ولأجل ألا يُلوث نهر الفرات بنفايات المخفر تم إنشاء نظام معالجة في الباحة الخلفية للمخفر. بالإضافة إلى أن العشب الجاهز والأشجار المرسلة من تركيا والتي تم زرعها حول الضريح حولته إلى ميدان أخضر.

## الضريح
تم إنشاء مخفر حديث في 30 مايو عام 1938 لجنود الشرف المعنين بالحفاظ والعناية بالضريح. وفي عام 1949 كان يوجد في المخفر العسكري الذي في قلعة جعبر صف ضابط وعريف و8 جنود للحماية.
وفي المؤتمر الذي عقد في 1956 بين سوريا وتركيا على مستوى رفيع تم عقد برتوكول، ووفقا للمدة الثالثة عشر والرابعة عشر من هذا البرتوكول يتم تغير جنود الشرف المرسلين إلى الضريح في السابع من كل شهر. وفي يومنا هذا يتم تزويد المخفر بالوقود وتغير الحماية في اليوم السابع واليوم العشرين من كل شهر.
وفي يومنا هذا يُحمى الضريح بعشرين لوء مدرع وقيادة كتيبة الحدود الثالثة و25 جندي تابع لفرقة الحدود الثانية.

## الحرب الداخلية في سوريا وتهديد داعش
وقعت مواجهات في 13 مارس 2014 بين تنظيم الدولة الإسلامية (داعش) والجيش السوري الحر انتهت بانسحاب الجيش الحر من قرية قرة قوزاق واستيلاء داعش عليها وعلى الضريح. وفي 20 مارس 2014 هدد تنظيم الدولة (داعش) في مقطع مصور نُشر على يوتيوب بأنه سيتم تسوية الضريح بالأرض إذا لم يتم تفريغة في 3 أيام وانزال العلم التركي. وعلى إثر التهديد صرح وزير الخارجية التركي في ذلك الوقت أحمد داوود أوغلو بأنه أنشأ طاولة أزمة لمتابعة مسألة ضريح سليمان شاه.
وفي 24 مارس 2014 قال رجب طيب أردوغان في جوابه على سؤال حول تهديد تنظيم الدولة الإسلامية (داعش) قال إن حدث خطأ كهذا سيتم التعامل معه كما يجب، هذه الأراض أرضنا، ومن يعتدي عليها يعتدي علينا. فيما أعلن وزير الخارجية التركي أحمد داوود أغلو أن ضريح سليمان شاه أرض تركية بموجب القانون الدولي وأنه موضوع خطير وسيتم الرد على أي اعتداء عليه بكل الأشكال. وفي 26 مارس 2014 أعلن رئيس الأركان العامة للقوات التركية في تصريح كتابي أنه لا توجد وحدات تركية في سوريا إلا التي في ضريح سليمان شاه.
وفي 27 مارس 2014 نشر تسجيل صوتي لوكيل وزارة الخارجية التركية فريدون سنيرلي أوغلو والرئيس الثاني لرئاسة الأركان اللواء ياشار جولر ووكيل إدارة الاستخبارات التركية هاكان فيدان في اجتماع بينهم ادعي فيه أنه حول أرائهم في الإجراءات الواجب اتخاذها إذا اُعتُدي على الضريح. وبعد نشر هذا التسجيل أصدرت وزارة الشؤون الخارجية التركية تصريح كتابي أعلنت فيه أن نشر هذا التسجيل اعتداء صريح على الأمن القومي وأنه فعل جاسوسي كما أنه سيتم الإمساك بالفاعلين وتسليمهم للعدالة في أقرب وقت. وفي 28 مارس 2014 قال وزير الدفاع التركي عصمت يلماز أنه تم تقوية المكان بالقوات الخاصة وكذلك تم اتخاذ جميع التدابير اللازمة، وأن القوات المسلحة التركية في كامل يقظتها.
وفي 7 يوليو 2015 ادعت وكالة الأنباء الألمانية " فوكس" أن المؤتمر رفيع المستوى الذي عُقد في 27 مارس 2014 تم التصنت عليه من قبل وكالة الأمن القومي الأمريكية.

### عملية شاه فرات
قامت القوات المسلحة التركية بعملية عسكرية أطلقت عليها شاه فرات بسبب مشاكل الأمن المتزايدة وتهديدات داعش، بهدف إعادة الأربعين جندياً الموجودين في الضريح إلى تركيا. وقد اشتملت هذه العملية على 573 جندي وعشرين لواء مدرع مرتبطة بخمسين مدفع من نوع إم-60 باتون مع طائرات اف 16 دورية على الحدود. وتم تفجير القبر والمخفر بعد استخرج النعش والأشياء المعنوية الأخرى الموجودة. وبعد محو القبر عاد الجنود الأتراك إلى تركيا عبر شانلي أورفة، وقد لقي جندي مصرعه في حادث مركبة أثناء العملية.

## هوامش
- 1: إنَّ الرواية الكلاسيكيَّة الأكثر شُيوعًا وانتشارًا تُفيد بأنَّ عُثمان هو حفيد «سُليمان شاه» الذي قضى نحبه غرقًا أثناء عُبوره نهر الفُرات بِحصانه، على أنَّ المُؤرخ التُركي يلماز أوزتونا يعتبر بأنَّ الروايات التي تنص على ذلك رواياتٌ ضعيفة، وأنَّ جد عُثمان ووالد أرطُغرُل يُدعى «گندز ألب». ويُضيف أنَّ الأرجح أن سُليمان شاه هو ذكرى باقية من اسم فاتح الأناضول سُلیمان شاه بن قُتلمش الذي أسس سُلالة سلاجقة الروم، وأنَّ الادعاء بهذا الاسم رُبما نشأ بدافع الربط بين بني عُثمان وبني سُلجوق، خاصَّةً أنَّ بني عُثمان قد ظهروا على مسرح التاريخ مُدعين أنهم الخُلفاء الشرعيّون لِبني سُلجوق.[35]